# Gabriela Lena Frank
Gabriela Lena Frank (Berkeley, 26 settembre 1972) è una pianista e compositrice statunitense di musica classica contemporanea.

## Biografia
Il padre di Gabriela Lena Frank è un americano di origine ebraica lituana e sua madre è una peruviana di origine cinese. È cresciuta a Berkeley, in California. I suoi genitori si incontrarono quando suo padre era un volontario dei Peace Corps in Perù negli anni '60.
La Frank conseguì la laurea e il master presso l'Università Rice e un dottorato in composizione musicale presso l'Università del Michigan nel 2001. Ha studiato composizione con William Albright, Leslie Bassett, William Bolcom, Michael Daugherty, and Samuel Jones.

## Stile
Il lavoro della Frank si basa spesso sulla sua formazione multiculturale, in particolare sul patrimonio culturale peruviano di sua madre. In molte delle sue composizioni ottiene le sonorità di strumenti latinoamericani come il flauto di Pan peruviano o la chitarra charango, anche se le opere sono tipicamente scritte per strumenti classici occidentali e gruppi come l'orchestra sinfonica o il quartetto d'archi. Ha dichiarato: "Penso che la musica possa essere vista come un sottoprodotto del mio cercare sempre di capire quanto sono Latina e quanto sono gringa". Negli ultimi anni sono stati fatti collegamenti filosofici/compositivi con compositori come Béla Bartók, Benjamin Britten e Chou Wen-chung.

## Vita professionale
La musica della Frank è stata commissionata ed eseguita dal Kronos Quartet, il virtuoso di pipa Wu Man, San Francisco Symphony, Houston Symphony, Chanticleer Ensemble, Chiara String Quartet, Brentano Quartet, Yo-Yo Ma e Silk Road Project, Marilyn Horne Foundation, il chitarrista Manuel Barrueco con il Cuarteto Latinoamericano, i King's Singers, i direttori della Chamber Music Society del Lincoln Center Wu Han e David Finckel, il soprano Dawn Upshaw e la Saint Paul Chamber Orchestra oltre ad altri. Ha ricevuto commissioni multiple dalla Carnegie Hall. Il suo pezzo Concertino Cusqueño è stato commissionato e presentato in anteprima dalla Philadelphia Orchestra per celebrare l'inizio del nuovo direttore d'orchestra dell'organizzazione, Yannick Nézet-Séguin. Le rappresentazioni passate comprendono quelle della Boston Symphony, della San Francisco Symphony, della Chicago Symphony Orchestra, della Atlanta Symphony, dell'Orchestra Sinfonica di Baltimora e della serie Green Umbrella della Los Angeles Philharmonic. Ha avuto una prima con l'Orchestra di Cleveland nel maggio 2014 e un'altra prima commissionata dalla Houston Symphony nel settembre 2014.
Ha lavorato come compositrice in residenza in molte istituzioni tra cui la Modesto Symphony, la Fort Worth Symphony, l'Orchestra Sinfonica di Indianapolis, l'Aspen Music Festival and School, la Seattle Symphony, la Nashville Symphony, la San Francisco Chamber Orchestra e l'Annapolis Symphony Orchestra. Tra il 2009 e il 2012 è stata la consulente creativa della sua orchestra di origine, la Berkeley Symphony Orchestra, sotto la direzione della sua collaboratrice più frequente Joana Carneiro, prima di dimettersi per dedicarsi alla composizione. La Frank attualmente è compositrice in residenza dell'Orchestra Sinfonica di Detroit diretta da Leonard Slatkin e la Houston Symphony diretta da Andrés Orozco Estrada. Ha partecipato a numerosi festival in tutto il mondo tra cui Music@Menlo, Tanglewood Music Festival, SongFest e i Chicago Chamber Players, tra gli altri.
Nel 2009 la Frank ha ricevuto il suo primo Guggenheim Fellowship e un Latin Grammy Award per la Miglior Composizione di Musica Classica Contemporanea per Inca Dances (Etichetta Tonar), scritto per il chitarrista Manuel Barrueco e il Cuarteto Latinoamericano. È stata anche la protagonista del suo primo documentario PBS intitolato "Peregrinos" (prodotto dal produttore vincitore del premio Emmy Aric Hartvig) riguardante la sua residenza con l'orchestra sinfonica di Indianapolis dove, con un premio della Joyce Foundation, compose un'opera ispirata alle storie degli immigrati latini a Indianapolis.
Nel 2010 Frank ha vinto il premio United States Artists Fellow.
Gabriela Lena Frank è membro del Silk Road Ensemble sotto la direzione del violoncellista Yo-Yo Ma. La sua composizione Ritmos Anchinos appare nell'album Off the Map del Silk Road Ensemble (World Village & In a Circle Records, 2009). Off the Map ha avuto una nomination per il Grammy 2011 come Miglior Album Classico Crossover.
Sempre nel 2011 la Frank ha pubblicato un CD completo delle sue opere, intitolato "Hilos", sull'etichetta Naxos con l'ALIAS Ensemble di Nashville, con un nuovo quartetto misto scritto appositamente per ALIAS. Nella sua prima settimana di pubblicazione entrò a far parte del vertice delle 100 Registrazioni classiche di Billboard e successivamente fu premiato con una classificazione "10/10" da Classics Today. "Hilos" è stato nominato per un Grammy Award nel 2012 nella categoria di Best Small Ensemble Performance con la Frank che suona il piano. Ha ricevuto più di una dozzina di recensioni positive.
Nel 2012 la Frank fu sponsorizzata dall'Ambasciata americana di Quito in Ecuador e da piccoli donatori privati attraverso gli USA Artists per la composizione di un nuovo lavoro per il gruppo ecuadoriano Orquesta de Instrumentos Andinos (Orchestra di strumenti andini). L'opera, Compadre Huashayo, sarà interamente dedicata agli strumenti indigeni e attingerà a un mix di pratiche moderniste classiche e tradizionali indigene. Ancora una volta la PBS mostrato un profilo della Frank in un documentario, intitolato ugualmente "Compadre Huashayo", presentato per la prima volta nell'autunno 2013.
Nel 2013 la Frank ha ricevuto la Medal of Excellence dalla Sphinx Organization per i giovani leader Black e Latino nella musica classica. Ha ricevuto il premio in una cerimonia alla Corte Suprema di Washington, DC, incontrando i giudici Sonia Sotomayor e Ruth Ginsburg. Più tardi, quell'anno, ha pubblicato un altro CD dei suoi lavori da camera con il Meme Ensemble sull'etichetta Albany Records.
La Frank viene spesso eseguita dal collettivo Caminos del Inka sotto la direzione del direttore d'orchestra Miguel Harth-Bedoya. Collabora strettamente con il drammaturgo vincitore del Premio Pulitzer Nilo Cruz nella creazione di nuovi originali lavori musicali per voce. La loro prima collaborazione fu un insieme di canzoni per orchestra per Dawn Upshaw e la Saint Paul Chamber Orchestra.
La Frank è anche una pianista candidata ai Grammy. Ha registrato le opere complete per pianoforte del compositore vincitore di premio Pulitzer Leslie Bassett con l'etichetta Equilibrium. Le recenti esibizioni comprendono quelle con membri attuali e precedenti della Los Angeles Philharmonic, la San Francisco Symphony, l'Orpheus Chamber Orchestra, Orchestra of St. Luke's, il Lydian Quartet, il Manhattan Quartet e la Boston Symphony Orchestra.
La Frank è una compositrice freelance che ha lasciato la sua nativa San Francisco Bay Area nell'autunno del 2015 per avviare una fattoria con il marito nella città di Boonville, in California, nella Contea di Mendocino. Nel 2017 ha fondato la sua scuola, la Creative Academy of Music Gabriela Lena Frank per i compositori emergenti che lavorano con artisti famosi. Viaggia spesso in Nord e Sud America. È anche spesso un'artista ospite presso università e conservatori, proponendo spettacoli, conferenze e lezioni.
È membro del prestigioso ruolino di G. Schirmer, pubblicato e gestito in esclusiva.

## Lavori scelti

### Orchestra
- Apu: Tone Poem for Orchestra (2017) Commissionato dalla Carnegie Hall per la National Youth Orchestra of the United States of America
- Concertino Cusqueño (2012)
- Elegía Andina (2000)
- Escaramuza (2010)
- Five Scenes (2015)
- Karnavalingo (2013)
- Leyendas: An Andean Walkabout (orchestra d'archi) (2001)
- Manchay Tiempo (Tempo di paura) (2005)
- Peregrinos (2009)
- Raíces (2012)
- Requiem for a Magical America: El Día de los Muertos (orchestral version) (2012)
- Three Latin-American Dances for Orchestra (2003)
- Two American Portraits (2008)
- Two Peruvian Dances (per orchestra d'archi all'inizio) (2015)
- Walkabout: Concerto for Orchestra (2016)

### Soloista(i) e orchestra
- La Centinela y la Paloma (The Keeper and the Dove) (2010) Solista: Soprano
- Compadrazgo (2007) Solisti: Pianoforte, violoncello
- Cuentos Errantes: Four New Folk Songs (2015) Solista: Pianoforte
- Havana Jila (2003) Violino
- Illapa: Tone Poem for Flute and Orchestra (2004) Solista: Flauto
- Journey of the Shadow (2013) Solista: Narratore
- La Llorona: Tone Poem for Viola and Orchestra (2007) Solista: Viola
- Will-o’-the-Wisp (2013) Solista: Ottavino

### Fiati e percussioni orchestrali
- Requiem for a Magical America: El Día de los Muertos (2006)

### Soloista(i) e grande gruppo
- Compadre Huashayo (2012) Solisti: 3 Voci maschili; Gruppo: 3 Quena (3 Quenilla), 2 Flauti di Pan, 2 Zampoña, 6 Toyo, 6 Percussioni, 4 Charango, 4 Bandolin, 4 Bandole, 6 Chitarre, Arpa Andina, Contrabbasso
- Haillí Lírico (2010) Solisti: Violino; Grande gruppo: 4fl, 2perc, 4vn, 2va, 2vc, 2db

### Opera
- El último sueño de Frida y Diego (L'ultimo sogno di Frida e Diego) (2019)